# Йозеф Герстманн (генерал)
Не плутати з лікарем!
Йозеф Герстманн (нім. Josef Gerstmann; 22 липня 1886, Чеховіц-Дзідіц — 16 березня 1963, Клагенфурт-ам-Вертерзе) — австро-угорський, австрійський і німецький офіцер, генерал-майор вермахту.

## Біографія
18 серпня 1905 року вступив в австро-угорську армію. Учасник Першої світової війни, ад'ютант 4-го ландверного піхотного полку (1 лютого 1913 — 21 листопада 1918). Після війни продовжив службу в австрійській армії. З 1 червня 1937 року — офіцер штабу командування 7-ї дивізії. Після аншлюсу 15 березня 1938 року автоматично перейшов у вермахт. З 24 березня 1938 року — командир колишнього австрійського 7-го піхотного полку. 1 серпня 1938 року призначений в штаб 137-го гірського єгерського полку.
З 26 серпня 1939 року — командир 2-го гірського запасного, з 12 лютого 1940 року — 628-го піхотного полку. З 25 жовтня 1940 року — комендант навчального полігону Мурмелона, з 20 листопада 1940 року — Сюїппа. 15 листопада 1943 року відряджений в командне управління полігону Шіраца, 1 грудня був призначений комендантом цього полігону, а в 1944 році — полігону Шалон-ан-Шампань. В серпні 1944 року взятий в полон союзниками. В 1946 році звільнений.

## Звання
- Кадет-заступник офіцери (18 серпня 1905)
- Лейтенант (1 травня 1907)
- Оберлейтенант (1 травня 1912)
- Гауптман (1 липня 1915)
- Титулярний майор (1 січня 1921)
- Штабсгауптман (1 березня 1923)
- Майор (1 травня 1924)
- Оберстлейтенант (25 серпня 1933)
- Оберст (20 квітня 1939)
- Генерал-майор (15 травня 1944)

## Нагороди
- Ювілейний хрест
- 2 срібні і бронзова медаль «За військові заслуги» (Австро-Угорщина) з мечами
- Хрест «За військові заслуги» (Австро-Угорщина) 3-го класу з військовою відзнакою і мечами — нагороджений двічі.
- Орден Залізної Корони 3-го класу з військовою відзнакою і мечами
- Військовий Хрест Карла
- Медаль «За поранення» (Австро-Угорщина) з однією смугою
- Особливий і загальний хрест «За відвагу» (Каринтія)
- Пам'ятна військова медаль (Австрія) з мечами
- Хрест «За вислугу років» (Австрія) 2-го класу для офіцерів (25 років)
- Почесний хрест ветерана війни з мечами
- Медаль «За вислугу років у Вермахті» 4-го, 3-го, 2-го і 1-го класу (25 років)
- Нагрудний знак «За поранення» в чорному — заміна австро-угорської медалі «За поранення».